# آسين ماركوف
آسين ماركوف هو منافس ألعاب قوى بلغاري، ولد في 27 يونيو 1969 في صوفيا في بلغاريا.

## وصلات خارجية
- آسين ماركوف على موقع الاتحاد الدولي لألعاب القوى (الإنجليزية)
- آسين ماركوف على موقع أوليمبيديا (الإنجليزية)